# Krzysztof Maksel
Krzysztof Maksel (Paczków, 4 juli 1991) is een Pools baanwielrenner.

## Carrière
Hij nam deel aan de Olympische Zomerspelen van 2016 waar hij zevende werd op de teamsprint en negende op de keirin. Maksel won in 2019 een bronzen medaille op de Europese Spelen. In 2021 nam hij eveneens deel aan de Olympische Zomerspelen 2020. Ditmaal eindigde hij achtste op de teamsprint.

## Belangrijkste resultaten
| Jaar     | PK                                | EK                                | WK         | Overig                                     |
| Junioren | Junioren                          | Junioren                          | Junioren   | Junioren                                   |
| -------- | --------------------------------- | --------------------------------- | ---------- | ------------------------------------------ |
| 2009     |                                   | teamsprint · 1km tijdrit          | teamsprint |                                            |
| Belofte  |                                   |                                   |            |                                            |
| 2012     |                                   | keirin · 1km tijdrit · teamsprint |            |                                            |
| 2013     |                                   | 1km tijdrit                       |            |                                            |
| Elite    |                                   |                                   |            |                                            |
| 2012     |                                   | teamsprint                        |            |                                            |
| 2013     | sprint                            |                                   |            |                                            |
| 2014     |                                   |                                   |            |                                            |
| 2015     | teamsprint · 1km tijdrit          | teamsprint                        |            |                                            |
| 2016     | teamsprint                        |                                   |            | Olympische Spelen: 7e teamsprint 9e keirin |
| 2017     | 1km tijdrit · keirin · teamsprint |                                   |            | WB Cali: 1 km tijdrit                      |
| 2018     | keirin · teamsprint               |                                   |            |                                            |
| 2019     | 1km tijdrit · teamsprint          |                                   |            | Europese Spelen: · 1km tijdrit             |
| 2020     | keirin · 1km tijdrit              |                                   |            |                                            |
| 2021     |                                   |                                   |            | Olympische Spelen: 8e teamsprint           |
| 2022     | keirin                            |                                   |            |                                            |